# Молодіжна збірна Індонезії з хокею із шайбою
Молодіжна збірна Індонезії з хокею із шайбою — національна молодіжна чоловіча збірна команда Індонезії, складена з гравців віком не більше 20 років, яка представляє країну на міжнародних змаганнях з хокею. Функціонування команди забезпечується Федерацією хокею Індонезії, яка є членом ІІХФ.

## Історія
Молодіжна збірна Індонезії дебютувала на турнірі Кубка виклику Азії в 2019 році, в столиці Малайзії Куала-Лумпур. У першій грі переграли збірну Кувейту 10–3. Надалі Індонезія поступилась збірним Монголії та Таїланду фінішувавши на третьому місці. Поразка від Таїланду 0–15 є найбільшою поразкою в міжнародних змаганнях. Голкіпер збірної Індонезії Сангга Путра став найкращим гравцем турніру.